# Historia de Tamil Nadu

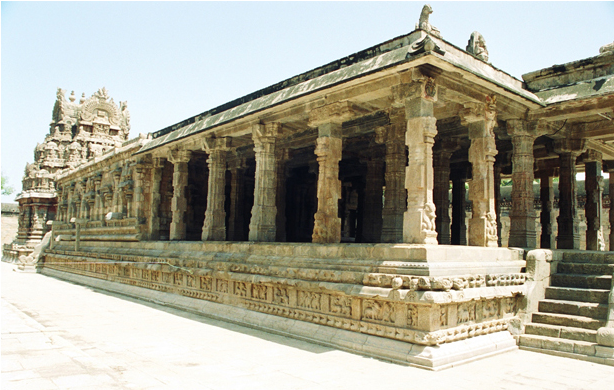
Un tempo del período Chola. Los cholas unificaron la mayor parte del sur del subcontinente Indio, bajo un solo gobierno durante los siglos y d. C.

La historia de Tamil Nadu en la moderna India y la civilización del pueblo tamil se encuentran entre las más antiguas del mundo, ya que la región de Tamil Nadu ha estado continuamente habitada desde tiempos prehistóricos. A lo largo de su historia que se extiende desde el Paleolítico hasta los tiempos modernos, esta región ha coexistido con varias culturas externas. Con excepción de períodos relativamente cortos en su historia, la región de Tamil Nadu ha permanecido independiente de ocupación externa.
Los cuatro imperios tamiles antiguos de Chera, Chola, Pandya y Pallava gobernaron sobre este territorio con una cultura y lengua única, contribuyendo al crecimiento de una de las literaturas más antiguas existentes en el mundo. Tuvieron contactos marítimos y comerciales extensos con el imperio romano. Estas tres dinastías estuvieron en constante lucha entre sí, rivalizando por la hegemonía sobre la región. La invasión de los kalabhras durante el siglo III trastornó el orden tradicional del territorio al desplazar a los tres reinos gobernantes. Estos ocupantes fueron derrocados por el resurgimiento de los pandyas y de los pallavas, quienes restauraron los reinos tradicionales. Los cholas, que resurgieron de la sombra en el siglo IX para derrotar a los pallavas y los pandyas, se alzaron hasta convertirse en una gran potencia y extendieron su imperio sobre todo el sur de la península. En su apogeo, el imperio chola abarcó casi 250 millones de acres (un millón de km²) sobre la bahía de Bengala. La armada chola mantuvo una influencia sobre el reino Srivijaya en el Sureste Asiático.
Los rápidos cambios en la situación política del resto de la India, debido a las incursiones de los ejércitos musulmanes desde el noroeste, marcaron un punto de quiebre en la historia de Tamil Nadu. Con el declive de las tres antiguas dinastías durante el siglo XIV, el país tamil se convirtió en parte del Imperio Vijayanagara. Bajo este imperio, los gobernantes Nayak de habla telugú dominaron la región tamil. La breve aparición de los Marathas proporcionó espacio para las compañías comerciales europeas, que empezaron a surgir durante el siglo XVII y, finalmente, asumieron un gran influjo sobre los gobernantes indígenas del territorio. La Presidencia Madras, que comprendió la mayor parte del sur de la India, fue creada en el siglo XVIII y fue gobernada directamente por la Compañía Británica de las Indias Orientales. Tras la independencia de la India, el Estado de Tamil Nadu fue creado sobre la base de sus fronteras lingüísticas.
Entre finales de los años 1750 y principios de los 60, en el sur del estado, el Imperio británico impuso una serie de impuestos que condujeron a conflictos entre la Compañía de las Indias y Palaiyakkarar, que dieron lugar a una serie de guerras llamadas guerras de Poligar y que establecieron posteriormente estados independientes.